# Sainte-Tréphine
Sainte-Tréphine település Franciaországban, Côtes-d’Armor megyében. Lakosainak száma 187 fő (2022. január 1.). Sainte-Tréphine Gouarec, Plouguernével, Plounévez-Quintin, Saint-Nicolas-du-Pélem, Saint-Igeaux és Bon Repos sur Blavet községekkel határos.

## Népesség
A település népessége az elmúlt években az alábbi módon változott:
| Lakosok száma | 364  | 301  | 223  | 207  | 208  | 191  | 186  | 185  | 184  | 187  |
|               | 1968 | 1982 | 1990 | 2006 | 2013 | 2015 | 2017 | 2019 | 2020 | 2022 |